# Baga (deus)
Baga (em védico: भग; romaniz.: Bhaga), no hinduísmo, é um dos aditias, ou seja, os filhos de Aditi. É associado ao Sol e, segundo o iasca, preside sobre a manhã. No Maabárata, aparece como parte da assembleia de Indra.